# Sporenpulverabdruck

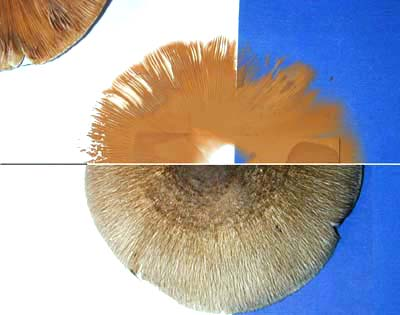
Der präparierte Hut eines Blätterpilzes (untere Bildhälfte) hinterließ einen braunen Sporenpulverabdruck (obere Bildhälfte).

Ein Sporenpulverabdruck ist in der Mykologie ein übliches sogenanntes Abwurfpräparat. Damit kann bei Großpilzen anhand reifer Fruchtkörper die Farbe des Sporenpulvers ermittelt werden – ein Merkmal, das häufig bestimmungsrelevant ist. Hierzu werden die von der Fruchtschicht abgesonderten Sporen mit einer geeigneten Unterlage aufgefangen.

## Verfahren
Ein Sporenpulverabdruck erfordert zunächst ein weißes oder – bei Verdacht auf eine weiße oder sehr helle Sporenpulverfarbe – kontrastfarbiges Blatt Papier als Unterlage. Darauf werden die Fragmente des Fruchtkörpers positioniert. Die Fruchtschicht weist dabei idealerweise nach unten, damit die Sporen ungehindert ausfallen können. Bei Fruchtkörpern, die in Hut und Stiel gegliedert sind, wird einfach der Stiel entfernt und der Hut mit den nach unten ausgerichteten Lamellen, Röhren etc. auf die Unterlage gelegt. Anschließend sollte über das Präparat ein ausreichend großes Glas oder anderes geeignetes Gefäß gestülpt werden, um eine Verwehung der Sporen und vor allem deren Austrocknung zu verhindern. Sicherheitshalber kann die Abdeckung vorher mit Wasser ausgeschwenkt werden, um ein feuchtes Mikroklima zu gewährleisten.
Im Idealfall hat sich nach einigen Stunden auf der Unterlage genügend Sporenpulver angesammelt. Zur korrekten Beurteilung der Sporenpulverfarbe empfiehlt es sich, das Pulver mit einer Rasierklinge oder einem anderen geeigneten Instrument aufzuhäufen und etwas plattzudrücken. So ist sichergestellt, dass die Unterlage nicht durchscheint und die Farbe verfälscht.

## Mikro-Präparat
Das Verfahren eignet sich auch für die Herstellung eines Präparats zur mikroskopischen Analyse. Denn anders als bei einem Quetschpräparat enthält das Sporenpulver ausschließlich reife Sporen. Unreife Sporen können dagegen in ihren Merkmalen (zum Beispiel Maße und Ornament) von der Norm abweichen und dadurch Fehlbestimmungen verursachen.
Wird als Unterlage eine Glasplatte benutzt, lassen sich die Sporen später leichter auf den endgültigen Träger übertragen – wer gleich direkt einen Objektträger zum Auffangen der Sporen verwendet, kann sich den Transfer sogar komplett sparen.